# アブドゥッラー・ブン・ハンザラ
アブドゥッラー・ブン・ハンザラ・ブン・アビー・アーミル・アル＝アンサーリー（アラビア語: عبد الله بن حنظلة ﺑﻦ ﺍﺑﻲ ﻋﺎﻣﺮ الأنصاري, ラテン文字転写: ʿAbd Allāh b. Ḥanẓala b. Abī ʿĀmir al-Anṣārī, 625/6年 - 683年8月）は、682年から683年にかけてウマイヤ朝のカリフのヤズィード1世に対する抵抗運動を率いたマディーナのアンサールの指導者である。683年8月に起こったハッラの戦いでヤズィード1世が派遣した遠征軍に敗れ、戦死した。

## 経歴
アブドゥッラーはイスラームの預言者ムハンマドの教友（サハーバ）として知られ、625年のウフドの戦いで戦死したハンザラ・ブン・アビー・アーミルの息子である。アブドゥッラーは父親の死後に生まれた。歴史家のユリウス・ヴェルハウゼンによれば、アブドゥッラーは「天使に洗われたウフドの殉教者の遺児として誕生時から祝われていた」。その影響からアブドゥッラーは父親のあだ名であるアル＝ガスィール・アル＝マラーイカ（天使に洗われた者）にちなみ、イブン・アル＝ガスィールと呼ばれるようになった。
680年にヤズィード1世が父親のムアーウィヤ1世の後を継いでカリフになったとき、アンサールはこの継承に反対した。アンサールとはマディーナにおける初期のムハンマドの支持者たちのことであり、アブドゥッラーの父親もアンサールの一員であった。アブドゥッラーはウマイヤ朝の首都であるダマスクスでヤズィード1世と和解することを目的にウマイヤ朝のマディーナ総督のウスマーン・ブン・ムハンマド・ブン・アビー・スフヤーンによって派遣されたマディーナの代表団の一員であった。しかしながら、代表団は温かい歓迎を受けたにもかかわらず、ヤズィード1世がカリフにふさわしくない人物であるという確信を抱いてダマスクスを後にした。アブドゥッラーは最も声高にヤズィード1世を非難し、その後アンサールから反対派の指導者に選ばれた。その一方で同じくヤズィード1世に反対していたマディーナのクライシュ族の人々は、アブドゥッラー・ブン・ムティーを自らの派閥の指導者に選んだ。
アンサールとクライシュ族は協働してウマイヤ家の一族をマディーナから追い出したが、これに対しヤズィード1世はマディーナを服従させるためにムスリム・ブン・ウクバに率いられた軍隊を派遣した。このシリアのアラブ部族によって構成された軍隊はマディーナのすぐ東に位置するハッラで戦略的に重要な場所を押さえたが、そこでアブドゥッラーが率いるアンサールの軍隊と遭遇した。その後に続いて起こったハッラの戦いでマディーナのアンサールは敗北し、アブドゥッラーは殺害された。歴史家のシャルル・ペラとカール・ヴィルヘルム・セッターシュテーンによれば、アブドゥッラーは「驚くべき勇敢さで戦い… しかし、遂にはシリアの兵士による打撃を受けて打ち倒された」。また、アブドゥッラーの8人の息子も同様に殺された。その後、アブドゥッラーの遺体から首が切り落とされ、その首はムスリム・ブン・ウクバの手に渡った。アブドゥッラーの討ち取りに貢献した2人の兵士にはヤズィード1世から褒美が与えられた。